# Alan Shepard
Alan Bartlett Shepard, Jr., född 18 november 1923 i Derry, New Hampshire, död 21 juli 1998 i Pebble Beach, Monterey County, Kalifornien, var konteramiral i USA:s flotta och den förste amerikanske astronauten i rymden. Shepard togs ut i astronautgrupp 1 den 9 april 1959 för att vara med i Mercuryprogrammet.

## Rymdfärderna
Shepard var pilot på USA:s första bemannade rymdfärd Mercury 3/Freedom 7 den 5 maj 1961 i vilken han sköts upp i en kastbana och sedan landade 15 minuter och 22 sekunder senare 487 km från startplattan i Atlanten. Med Mercury 10 skulle Shepard senare genomföra en tredygnsfärd, men den färden blev aldrig av. Nästa färd Shepard gjorde var med Apollo 14 mellan 31 januari och 9 februari 1971 som landade på månen. Det var den första färden efter olyckan med Apollo 13. Shepard och Edgar D. Mitchell genomförde då två månpromenader tillsammans. Den 5 februari blev Shepard den femte människa som gått på månen.

## Eftermäle
Alan Shepards aska spreds i Stilla havet och han har ingen grav eller gravsten. Några veckor efter Shepards död i sitt hem avled även hans hustru.

## Rymdfärdsstatistik
| Färd      | Datum               | Tid       | EVA     | LEVA    |
| --------- | ------------------- | --------- | ------- | ------- |
| Mercury 3 | 5 maj 1961          | 0:15:22   | 0:00:00 | 0:00:00 |
| Apollo 14 | 31 jan - 9 feb 1971 | 216:01:55 | 0:00:00 | 9:22:31 |
| Totalt    | Totalt              | 216:17:17 | 0:00:00 | 9:22:31 |